# Lotanga
Lotanga és un gènere d'arnes de la família Crambidae. Conté només una espècie, Lotanga milvinalis, que es troba a Sri Lanka.